# Slavinovići
Slavinovići su naselje u sastavu općine Tuzla, Federacija Bosne i Hercegovine, BiH.

## Zemljopis
Nalaze se blizu rijeke Jale. Godine 1990. podijeljeni su i pripojeni Tuzli i Siminu Hanu (Sl.list SRBIH 33/90).
U Slavinovićima postoji romsko naselje, u blizini Klinike za plućne bolesti.

## Uprava
Slavinovići su mjesna zajednica u općini Tuzli. Spadaju u urbano područje općine Tuzle. U njima je 31. prosinca 2006. godine prema statističkim procjenama živjelo 16.120 stanovnika u 4.030 domaćinstva.

## Vode
U Slavinovićima se nalazi termalna mineralna voda Slavinovići, koja spada u izvorište vode na području Grada Tuzle.

## Gospodarstvo
Od 1907. je godine radila ciglana. Opeka iz ove ciglane brzo se raspadala, jer kamen i glina tuzlanskog područja zasićene su oksigenskim strukturama, pa su objekti građeni od njih kratka vijeka trajanja.

## Katoličanstvo
Slavinovići pripadaju tuzlanskoj župi sv. Petra i Pavla apostola.

## Stanovništvo
| Slavinovići        |       |
| godina popisa      | 1961. |
| Hrvati             | 373   |
| Srbi               | 307   |
| Muslimani          | 383   |
| Jugoslaveni        | 473   |
| Slovenci           | 8     |
| Makedonci          | 5     |
| Mađari             | 1     |
| Crnogorci          | 1     |
| ostali i nepoznato | 9     |
| ukupno             | 1560  |

## Šport
- Proleter, nogometni klub